# Atla Regio (quadrangle)

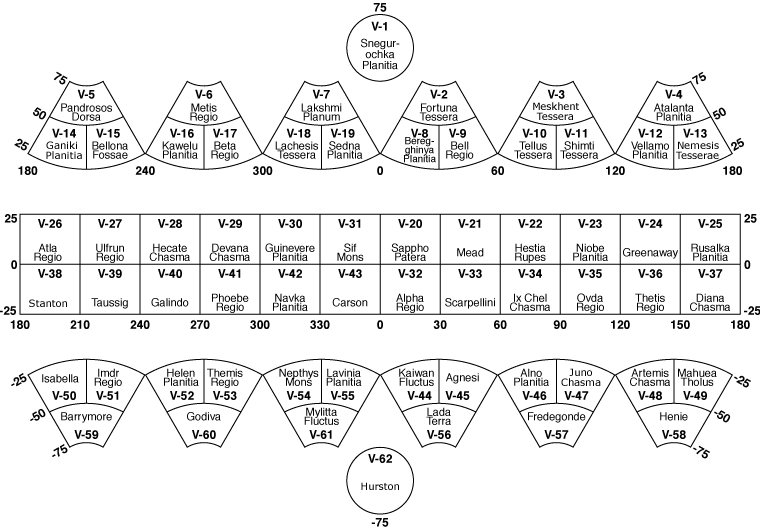
Quadrangles op Venus op schaal 1 : 5.000.000

Atla Regio (V–26; breedtegraad 0°–25° N, lengtegraad 180°–210° E) is een quadrangle op de planeet Venus. Het is een van de 62 quadrangles op schaal 1 : 5.000.000. Het quadrangle werd genoemd naar de gelijknamige regio die op zijn beurt is genoemd naar Atla, een reuzin en watergodin in de Noordse mythologie.

## Geologische structuren in Atla Regio
Chasmata
- Ganis Chasma
- Tkashi-mapa Chasma
- Zewana Chasma

Inslagkraters
- Bashkirtseff
- Blackburne
- Fossey
- Melba
- Piscopia
- Reiko
- Richards
- Sidney
- Sitwell
- Tubman
- Udagan
- Uvaysi
- Wendla
- Xi Wang
- Zamudio

Montes
- Maat Mons
- Mem Loimis Mons
- Nahas-tsan Mons
- Nokomis Montes
- Ozza Mons
- Sapas Mons
- Yolkai-Estsan Mons

Planitiae
- Ganiki Planitia
- Rusalka Planitia

Regiones
- Atla Regio